# Okilok, Cerneahiv
Okilok (în ucraineană Окілок) este un sat în comuna Novopil din raionul Cerneahiv, regiunea Jîtomîr, Ucraina.

## Demografie
Componența lingvistică a localității Okilok
     Ucraineană (96,3%)
     Rusă (3,17%)
     Alte limbi (0,53%)
Conform recensământului din 2001, majoritatea populației localității Okilok era vorbitoare de ucraineană (96,3%), existând în minoritate și vorbitori de rusă (3,17%).

## Legături externe
- pl Okołek în Dicționarul geografic al Regatului Poloniei și al altor țări slave, volum XV, p. 2 (Januszpol — Wola Justowska)1902